# Patrick Kostner
Patrick Kostner (* 28. Februar 1988 in Wien) ist ein ehemaliger österreichischer Fußballtorwart und nunmehriger -trainer.

## Karriere

### Verein
In den Jahren 2006 bis 2013 spielte er bei der Kapfenberger SV – teils in der Profi- und teils in der Amateurmannschaft. Teilweise kam auch als Feldspieler zum Einsatz, dabei vor allem während seiner Leihzeit beim ASK Baumgarten. Während seiner Zeit in Kapfenberg war er mit der Sängerin Michelle Luttenberger – bekannt vom Duo Luttenberger*Klug – liiert. Anschließend spielte er abwechselnd in der Profi- und der Amateurmannschaft des SKN St. Pölten und wechselte in der Winterpause 2015/16 zur Vienna, für die er bis zum Saisonende lediglich in vier Spielen der zweiten Mannschaft zum Einsatz gekommen war. In der nachfolgenden Spielzeit absolvierte er 22 Regionalligapartien für die erste Mannschaft des Klubs und war auch in der Spielzeit 2017/18, in der der Klub von einem möglichen Konkurs bedroht war, Stammtorhüter. In der Winterpause musste der Klub von der drittklassigen Regionalliga Ost in die fünftklassige 2. Landesliga Ost absteigen. Am Saisonende 2017/18 verließ er den Verein, nachdem er diesmal in 28 Meisterschaftspartien im Einsatz war und schloss sich dem Wiener Sport-Club an. Hier fungierte er ebenfalls als Stammspieler in der Regionalliga und wechselte vor der Saison 2020/21 zum eine Spielklasse tiefer spielenden ASK Elektra Wien in die Wiener Stadtliga. Für Elektra kam er zu zwölf Einsätzen in der vierthöchsten Spielklasse.
Zur Saison 2021/22 fusionierte die Elektra mit dem Regionalligisten Team Wiener Linien zum TWL Elektra, dem er sich daraufhin auch anschloss. Für das TWL kam er zu 14 Einsätzen, ehe er seine Karriere nach einer Spielzeit beendete.

### Als Trainer
Zur Saison 2022/23 wurde Kostner dann Torwarttrainer beim Zweitligisten First Vienna FC, bei dem er auch als Spieler tätig gewesen war.